# Gakuen-manga
Gakuen-manga (jap. 学園漫画) – rodzaj mangi o tematyce szkolnej.

## Charakterystyka
Cechą tego gatunku jest to, że akcja mangi rozgrywa się głównie w szkole. Z uwagi na to, że w Japonii każdy doświadczył życia szkolnego, łatwo jest wprowadzić czytelnika w świat przedstawiony przez autorów.
Autor tego typu mangi ma prawo zdecydować, czy bohater będzie nauczycielem czy uczniem. Istnieje również podgatunek Fantasy gakuen-manga (jap. ファンタジー学園漫画 Fantajī gakuen-manga), który charakteryzuje się tym, że akcja rozgrywa się w szkole fantastycznej, zupełnie odmiennej od świata rzeczywistego.
Nie ma jasno ustalonych standardów, a sam gatunek jest często wykorzystywany jako magazyn dzieł mangowych, a także wśród mangaków.

## Przykłady gakuen-mangi
Opracowano na podstawie materiału źródłowego.
- Great Teacher Onizuka
- Doragonzakura
- Kimi ni todoke
- Aozora Yale
- Tonari no Seki-kun
- Kuroko’s Basket
- Haikyu!!
- Rokudenashi BLUES
- Ike! Inachū Takkyū-bu
- Zapiski detektywa Kindaichi